# Clivage idéologique
Pour les articles homonymes, voir clivage (homonymie).
 (novembre 2016).
Un clivage idéologique, est un terme usé couramment sous sa dénomination plus courte clivage dans la terminologie des sciences sociales et en sciences politiques. Il désigne un conflit largement pacifié, bureaucratisé et routinisé où les demandes sociales trouvent des lieux pour se dire et se réguler : les parlements, l'accès aux médias et aux débats publics, les négociations entre partenaires sociaux.
Pour Stein Rokkan et Seymour Martin Lipset, les clivages naissent sur deux axes conflictuels : fonctionnel et territorial culturel.
De la révolution nationale serait né, dans l'axe territorial culturel, un clivage opposant les tenants de la culture d'État central à ceux de la culture de la décentralisation - en d'autres termes, un clivage centre-périphérie - et, dans l'axe fonctionnel, un clivage opposant les tenants des privilèges, à savoir l'Église, aux tenants d'un État unificateur et sécularisé. En d'autres termes, un clivage laïque-clérical.
De la révolution industrielle seraient nés, dans l'axe territorial-culturel, un clivage opposant les tenants des intérêts agricoles à ceux des intérêts de l'industrie - en d'autres termes, un clivage rural-industriel - et, dans l'axe fonctionnel, un clivage opposant les possédants, les propriétaires, les employeurs, aux locataires, aux travailleurs - en d'autres termes, un clivage possédants-travailleurs.

## Contestation de la notion de clivage idéologique
Pour le sociologue Stefano Bartolini, « la connotation théorique du concept de clivage se réfère à la combinaison d’orientations selon des intérêts ancrés dans la structure sociale , d’orientations culturelles / idéologiques enracinées dans le système normatif et de modèles de comportements exprimés dans l’appartenance à une organisations et repérable dans l’action. » Il n'est donc pas adapté, selon lui, de parler de clivage idéologique — ou de toute autre expression ajoutant un adjectif à « clivage », sauf à en dénaturer le sens théorique et en faire le synonyme empirique de « division » — puisque « la particularité du concept de “clivage” est sa capacité à relier les divisions sociales et les divisions idéologiques ou normatives, ou encore les divisions comportementales / organisationnelles ».